# Степанов, Николай Александрович (генерал)
Никола́й Алекса́ндрович Степа́нов (2 [14] мая 1869 — 19 января 1949, Шелл, предместье Парижа, Франция) — генерал-лейтенант (1919). Военный министр Российского государства.

## Биография
Окончил Первый кадетский корпус (1886), Михайловское артиллерийское училище (1889), Николаевскую академию Генерального штаба (1900), Офицерскую кавалерийскую школу (1902).
Служил командиром эскадрона в 5-й конно-артиллерийской бригаде. Был помощником старшего адъютанта штаба Приамурского военного округа, старшим адъютантом 2-го отдела кавалерийской бригады, старшим адъютантом штаба 36-й пехотной дивизии, старшим адъютантом штаба 2-й гренадерской дивизии. Во время Русско-японской войны — штаб-офицер для поручений в Управлении начальника военных сообщений при Главнокомандующем на Дальнем Востоке.
В 1907—1911 преподавал военные науки в Алексеевском военном училище. В 1912 — начальник штаба 2-й, в 1913 — 6-й кавалерийской дивизии с которой выступил на фронт Первой мировой войны. С марта 1915 — командир 19-го драгунского Архангелогородского полка. С октября 1915 — генерал для поручений в Управлении дежурного генерала при Верховном Главнокомандующем. 6 декабря 1915 произведен в генерал-майоры. С 27 декабря 1916 — начальник Военно-сухопутного управления штаба командующего флотом на Балтийском море. В 1917 — начальник штаба 4-го кавалерийского корпуса.
После прихода к власти большевиков вступил в Добровольческую армию, состоял в распоряжении начальника военного и морского управления генерала А. С. Лукомского. До февраля 1918 — начальник штаба войск Ростовского района. Затем уехал на Дальний Восток, до осени 1918 находился в командировке в Харбине, потом переехал в Омск, где в ноябре 1918 — январе 1919 был помощником военного министра по организационно-инспекторской части. Один из ближайших сотрудников Верховного правителя адмирала А. В. Колчака. С 3 января 1919 — военный министр в его правительстве. В период пребывания на посту министра конфликтовал с начальником штаба Главнокомандующего генералом Д. А. Лебедевым за влияние в военных кругах. Конфликт между Ставкой и военным министерством и обвинения в адрес Степанова в слабом внимании тыла к нуждам фронта привели к его отставке.
23 мая 1919 уволен от должности с производством в генерал-лейтенанты. После 1922 проживал в Селие (Сербия). Во время Второй мировой войны переехал во Францию.

## Награды
- Орден Святого Станислава 3-й ст. (1895)
- Орден Святой Анны 3-й ст. с мечами и бантом (1905)
- Орден Святого Владимира 4-й ст. с мечами и бантом (1906)
- Орден Святого Станислава 2-й ст. с мечами (1906)
- Орден Святой Анны 2-й ст. (1906)
- мечи к ордену Св. Анны 2-й ст. (1906)
- Орден Святого Владимира 3-й ст. (1913 11.05.1914)
- Георгиевское оружие (ВП 11.03.1915)
- мечи к ордену Св. Владимира 3-й ст. (ВП 11.06.1915)
- Орден Святого Станислава 1-й ст. с мечами (ВП 07.05.1916).

## Труды
- Что необходимо нашей коннице. — СПб., 1910.
- Наставление для ведения практических занятий по тактике в поле с юнкерами младших классов. — М., 1912.
- Сборник военно-исторических примеров к курсу тактики военных училищ. — М., 1912.